# ペルー学校
ペルー学校（ペルーがっこう）とは在日ペルー人が学習するために設立された学校。在日ペルー人の子弟が在籍し、学習している。校内での主な使用言語はスペイン語である。

## 学校一覧

### 群馬県
伊勢崎市
- イスパーノ・アメリカーノ学院 (Colegio Hispano Americano de Gunma)

### 静岡県
浜松市
- ムンド・デ・アレグリア